# Panic Catefully
Panic Carefully es la próxima película de suspenso estadounidense escrita y dirigida por Sam Esmail . Protagonizada por Julia Roberts, Elizabeth Olsen, Eddie Redmayne, Brian Tyree Henry, Ben Chaplin, Aidan Gillen y Joe Alwyn .

## Reparto
- Julia Roberts
- Elizabeth Olsen
- Eddie Redmayne
- Brian Tyree Henry
- Joe Alwyn
- Ben Chaplin
- Aidan Gillen
- Naledi Murray
- Sebastián Orozco
- Wilf regañando

## Producción
En febrero de 2024 se anunció que Sam Esmail y Julia Roberts se reunirían para la película, con los estudios Netflix, Paramount Pictures y Warner Bros. en la carrera para adquirir el proyecto.  En diciembre, se anunció que Warner Bros. distribuiría y la incorporación al reparto de Elizabeth Olsen y Eddie Redmayne.   Brian Tyree Henry entraría en negociaciones finales para unirse al elenco el mismo mes.  En enero de 2025, Ben Chaplin, Aidan Gillen, Joe Alwyn, Naledi Murray y Sebastian Orozco se agregarían al elenco, con Henry confirmado para su papel.  
El rodaje comenzó en Londres en enero de 2025. 